# Rigobert Song
Rigobert Song Bahanag (Nkanglikock, Camerún, 1 de julio de 1976) es un exfutbolista y actual entrenador camerunés. Jugaba de defensa (y se retiró en el Trabzonspor de la Superliga de Turquía). Actualmente está sin club.
Es tío del también exfutbolista Alexandre Song.

## Trayectoria

### Como jugador
Song inició su carrera profesional en Metz. Hizo varias apariciones fuertes que le valieron una selección para Los Leones Indomables para el Mundial 1994. Tras su experiencia italiana con el Salernitana de la Serie A, fue transferido al Liverpool en enero de 1999 por 2,7 millones de libras.
En noviembre de 2000, fichó para el West Ham United en un acuerdo que también permitió al Liverpool fichar al joven delantero finlandés Daniel Sjölund.Durante dos temporadas, jugó 27 partidos en todas las competiciones sin marcar, y su último partido fue el 29 de septiembre de 2001; una derrota a domicilio por 5-0 ante el Everton en la Premier League.En noviembre de 2001, fue cedido al FC Colonia para el resto de la temporada 2001-02 y en junio de 2002 se unió al Lens.
En 2004, Song fue traspasado al Galatasaray. Con una mejor oferta para jugar en otro lugar, decidió irse al final de la temporada 2007-08 para fichar por el Trabzonspor. Después de un comienzo exitoso de la temporada 2008-09, se convirtió en el favorito de los fanáticos en Trabzon, jugando 28 partidos en la liga sin acumular tarjetas amarillas o rojas, ni marcar ningún gol. Sin embargo, después de que Ersun Yanal renunciara como entrenador, perdió su lugar en la alineación titular. No obstante, durante la siguiente temporada, se convirtió en el nuevo capitán del equipo después de que Şenol Güneş asumiera como técnico.

### Como entrenador
A finales de 2015, Song estuvo cerca de convertirse en el entrenador de la selección de Chad, pero nunca se llegó a un acuerdo.En febrero de 2016, fue nombrado entrenador del equipo Camerún A', que está compuesto por jugadores afincados en la liga local.Tras su hospitalización por un aneurisma cerebral y su posterior recuperación, retomó sus funciones en 2017, antes de la fase de clasificación para el Campeonato Africano de Naciones 2018.Lideró al equipo en el torneo donde terminó último de su grupo después de dos derrotas y un empate.
El 17 de octubre de 2018, se anunció que Song tomaría el control de la selección sub-23 de Camerún para la campaña de la Copa Africana de Naciones Sub-23 de 2019. El 28 de febrero de 2022, fue confirmado como el reemplazante de Toni Conceição como técnico de la selección absoluta.En la Copa Mundial de la FIFA 2022, el equipo no logró avanzar de la fase de grupos, a pesar de haber derrotado a Brasil por 1-0 en la última jornada.El 29 de febrero de 2024, fue despedido de su cargo luego de un flojo desempeño en la Copa Africana de Naciones 2023.

## Selección nacional
Ha sido internacional con la Selección de Camerún, ha jugado 137 partidos internacionales y ha anotado 5 goles.
Fue uno de los jugadores claves para Camerún durante más de una década. Hizo su debut internacional el 22 de septiembre de 1993, en un partido contra México.
Con tan solo 17 años, Song fue la sorpresiva convocatoria de Camerún para la Copa Mundial de 1994, jugando 2 partidos en ese torneo contra Suecia y Brasil. Recibió una tarjeta roja en el partido contra Brasil, convirtiéndose en el jugador más joven en la historia de los mundiales en ser expulsado, Camerún fue eliminada en la fase de grupos en ese torneo. La diferencia de edad entre el y Roger Milla (24 años) sigue siendo hasta hoy la diferencia de edad más grande entre compañeros de equipos en un mundial. 
Rigobert Song participó luego en la Copa Africana de Naciones de 1996 y 1998 quedando eliminados en Primera ronda y Cuartos de final respectivamente. 
Participó en la Copa Mundial de 1998 quedando eliminados en Primera ronda tras empatar con Austria, perder con Italia y otro empate contra Chile. Ante Chile Song fue expulsado convirtiéndose en el primer jugador en la historia en ser expulsado en 2 mundiales diferentes (luego Zinedine Zidane igualaría esa marca tras ser expulsado en ese mismo mundial y posteriormente en Alemania 2006).
Song fue parte de la selección de Camerún que se consagró campeón de la Copa Africana de Naciones 2000 venciendo en la final al local Nigeria por penales convirtiendo Song el penal definitivo que les dio el título. Por ser campeón participaron en la Copa FIFA Confederaciones 2001 perdiendo en primera ronda. 
Song y Camerún se consagraron campeones de la Copa Africana de Naciones por segunda ocasión consecutiva en el 2002 derrotando a Senegal en la tanda de penales en la que Song fallo su penal pero se consagraron igual. La selección de Camerún y Song participaron posteriormente en la Copa Mundial de 2002 quedando eliminados otra vez en primera ronda tras empatar con Irlanda 1-1, vencer a Arabia Saudita 1-0 y perder con Alemania 2-0.
El próximo torneo de Song fue la Copa FIFA Confederaciones 2003 por ser los campeones de África. En el primer partido lograron una gran victoria ante Brasil y posteriormente Turquía y luego un empate contra Estados Unidos avanzando hacia semifinales. En las semifinales vencieron a Colombia en el partido que falleció Marc-Vivien Foé para acceder así a la final ante Francia perdiéndola por 1-0.

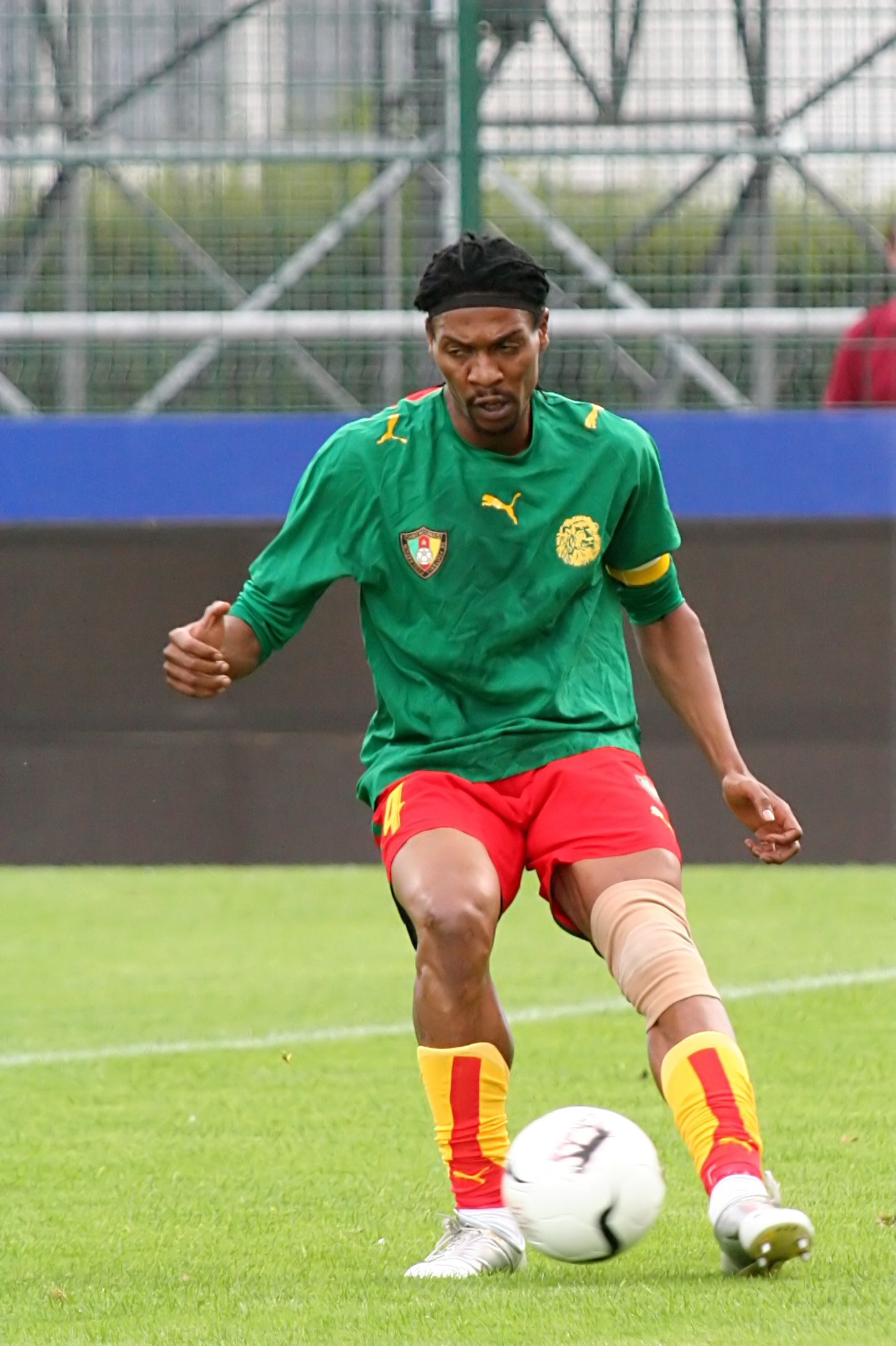
Song jugando para Camerún

Participó en la Copa Africana de Naciones de 2004 en la que Camerún era el bicampeón defensor, pero quedaron eliminados en los cuartos de final ante Nigeria (2-1).
Song no participó en el mundial de Alemania 2006 porque Camerún no clasificó, pero participó en la Copa Africana de Naciones de 2006 quedando eliminados otra vez en cuartos de final en una gran tanda de penales que finalmente favoreció a Costa de Marfil tras el empate 1-1 en el juego, en ese torneo Rigobert Song se convirtió en el jugador con más partidos jugados para Camerún. 
Luego participó en la Copa Africana de Naciones de 2008 en la que Camerún perdió su primer partido ante Egipto, pero se recuperó y goleó a Zambia y Sudán posteriormente avanzando de ronda. Camerún venció a Túnez en la Prórroga y al anfitrión Ghana en semifinales avanzando a la final del torneo que perderían ante Egipto otra vez tras perder en la fase de grupos, terminaban así subcampeones.
En el año 2009 se produjo un hecho curioso, Song se quedaba fuera del once titular por primera vez en 10 años en un partido amistoso contra Austria. 
Song estuvo presente en la Copa Africana de Naciones de 2010 estableciendo récord al participar en su octava edición de Copa África, además Song fue el capitán en 5 de sus 8 presentaciones (no lo fue en 1996,1998 y 2010). Camerún paso la fase de grupos, pero Song no jugó el partido de cuartos de final en el que Camerún fue eliminado ante Egipto y su marca quedó en 36 partidos en esta competencia siendo el jugador con más partidos jugados.
Finalmente fue convocado a la Copa Mundial de 2010 convirtiéndose en el único jugador en la historia en jugar los mundiales de 1994 y 2010 y en el primer africano en disputar cuatro copas del mundo, también fue el jugador con más internacionalidades en el mundial con 136, no jugó el primer partido ante Japón que terminó con derrota 1-0, algunos jugadores le pedían al entrenador que cambie la alineación para el siguiente partido, Song no participó en el partido ante Dinamarca que perdieron 2-1 y quedaron fuera del mundial en primera ronda, participó en los últimos minutos del partido ante Holanda que terminó con derrota 2-1 y fin a la carrera internacional con la selección nacional de Song que ya había anunciado antes del mundial que esta sería su última participación con la camiseta de la selección. Finalizó con 137 partidos y 5 goles con la selección nacional siendo, como ya se mencionó, el jugador con más partidos jugados con Camerún.   

### Participaciones en Copas del Mundo
| Mundial              | Sede                  | Resultado    | Partidos | Goles |
| -------------------- | --------------------- | ------------ | -------- | ----- |
| Copa Mundial de 1994 | Estados Unidos        | Primera fase | 2        | 0     |
| Copa Mundial de 1998 | Francia               | Primera fase | 3        | 0     |
| Copa Mundial de 2002 | Corea del Sur y Japón | Primera fase | 3        | 0     |
| Copa Mundial de 2010 | Sudáfrica             | Primera fase | 1        | 0     |

### Participaciones en Copa Africana de Naciones
| Copa                           | Sede            | Resultado        |
| ------------------------------ | --------------- | ---------------- |
| Copa Africana de Naciones 1996 | Sudáfrica       | Primera ronda    |
| Copa Africana de Naciones 1998 | Burkina Faso    | Cuartos de final |
| Copa Africana de Naciones 2000 | Ghana y Nigeria | Campeón          |
| Copa Africana de Naciones 2002 | Malí            | Campeón          |
| Copa Africana de Naciones 2004 | Túnez           | Cuartos de final |
| Copa Africana de Naciones 2006 | Egipto          | Cuartos de final |
| Copa Africana de Naciones 2008 | Ghana           | Subcampeón       |
| Copa Africana de Naciones 2010 | Angola          | Cuartos de final |

### Participaciones en Copa FIFA Confederaciones
| Copa                           | Sede                  | Resultado     |
| ------------------------------ | --------------------- | ------------- |
| Copa FIFA Confederaciones 2001 | Corea del Sur y Japón | Primera ronda |
| Copa FIFA Confederaciones 2003 | Francia               | Subcampeón    |

## Clubes

### Como jugador
| Club             | País       | Año       |
| ---------------- | ---------- | --------- |
| Tonnerre Yaoundé | Camerún    | 1992-1994 |
| FC Metz          | Francia    | 1994-1997 |
| Salernitana      | Italia     | 1997-1998 |
| Liverpool        | Inglaterra | 1998-2000 |
| West Ham United  | Inglaterra | 2000-2001 |
| FC Colonia       | Alemania   | 2001-2002 |
| RC Lens          | Francia    | 2002-2004 |
| Galatasaray      | Turquía    | 2004-2008 |
| Trabzonspor      | Turquía    | 2008-2010 |

### Como asistente técnico
| Club    | País    | Año       | Asistente de    |
| ------- | ------- | --------- | --------------- |
| Camerún | Camerún | 2011-2012 | Denis Lavagne   |
| Camerún | Camerún | 2012-2013 | Jean-Paul Akono |
| Camerún | Camerún | 2013-2015 | Volker Finke    |
| Camerún | Camerún | 2017-2018 | Hugo Broos      |

### Como entrenador
| Club                        | País    | Año       |
| --------------------------- | ------- | --------- |
| Selección de Camerún        | Camerún | 2016-2018 |
| Selección sub-23 de Camerún | Camerún | 2018-2022 |
| Selección de Camerún        | Camerún | 2022-2024 |

## Palmarés

### Como jugador

#### Torneos locales
| Título          | Club                  | País    | Año     |
| --------------- | --------------------- | ------- | ------- |
| Copa de la Liga | Football Club de Metz | Francia | 1995-96 |
| Copa de Turquía | Galatasaray SK        | Turquía | 2004-05 |
| Superliga       | Galatasaray SK        | Turquía | 2005-06 |
| Superliga       | Galatasaray SK        | Turquía | 2007-08 |
| Copa de Turquía | Trabzonspor           | Turquía | 2009-10 |

#### Torneos internacionales
| Título                    | Equipo               | Sede            | Año  |
| ------------------------- | -------------------- | --------------- | ---- |
| Copa Africana de Naciones | Selección de Camerún | Ghana - Nigeria | 2000 |
| Copa Africana de Naciones | Selección de Camerún | Mali            | 2002 |